# A Big Hunk o' Love
Singles de Elvis Presley
I Need Your Love Tonight
(1959) Stuck on You 
/ Fame and Fortune
(1960)
Clip vidéo
[vidéo] « A Big Hunk o' Love (audio) », sur YouTube
A Big Hunk o' Love est une chanson d'Elvis Presley, sortie en single sur le label RCA Victor en 1959.

## Composition
La chanson a été écrite par Aaron Schroeder et Sid Wyche.

## Histoire
La chanson a été originellement enregistrée par Elvis Presley. Elle a été enregistrée par lui avec les Jordanaires le 10 juin 1958 et est sortie en single un an plus tard, en juin 1959.
La session d'enregistrement pendant laquelle la chanson a été enregistrée était la première et unique session d'enregistrement d'Elvis au cours de ses deux années de service militaire.